# ヨーゼフ・ヘルメスベルガー1世
ヨーゼフ・ヘルメスベルガー1世（Josef Hellmesberger, Sr. 1828年11月3日 - 1893年10月24日）は、オーストリアのヴァイオリニスト、指揮者、作曲家。

## 生涯
ヘルメスベルガーはウィーンに生まれた。父は音楽家、教育者のゲオルク1世であり、彼はウィーン国立音楽大学において父からヴァイオリンの指導を受けた。彼の家庭は音楽一家であり、弟にはゲオルク2世、息子にはヨーゼフ2世とフェルディナントがいる。
1851年、ヘルメスベルガーはウィーン国立音楽大学のヴァイオリン科教授に就任、ウィーン楽友協会の演奏会の芸術監督及び指揮者、そしてウィーン国立音楽大学の学長に就任した。1859年にこれらの役職が分離されると、ヘルメスベルガーは大学の学長を務め、演奏会の指揮者はヨハン・ヘルベックが担当した。1860年、彼は宮廷オペラ管弦楽団のコンサートマスターに就任し、ウィーンの音楽界では他にもさまざまな役職をこなした。教授職からは1877年に退いたヘルメスベルガーであったが、学長職には没するまで留まった。彼はウィーンで生涯を終えている。
ヘルメスベルガーは1849年にヘルメスベルガー四重奏団を設立しており、同団体には後に第2ヴァイオリンとして息子のヨーゼフ2世が加わっている。彼は1887年になるとヨーゼフ2世に楽団の統括と首席奏者の座を譲り渡した。